# 大花花锚
大花花锚（学名：Halenia elliptica var. grandiflora）为龙胆科花锚属下的一个变种。

## 扩展阅读
- 維基物種上的相關：大花花锚